# Nils Dahlhem
[källa behövs]
Nils Dahlhem (även stavat Dalhem och Daalhem), född 9 juli 1650 i Linköping, död 26 februari 1692, var en svensk professor.

## Biografi
Dahlhem föddes i Linköping som son till lektor Daniel Dalhemius vid Linköpings gymnasium. Efter förberedande studier i hemorten skrevs han år 1668 in vid Uppsala universitet, där han förblev till 1680. Samma år följde han med Greger von Schönfeldts äldste son på dennes fyraåriga grand tour. Vid hemkomsten fick han handleda sonen till riksrådet Erik Lindschöld, en kontakt som ledde till att han år 1685 fick posten som professor i logik och metafysik vid Lunds universitet.
I Lund verkade Dahlhem som universitetets rektor år 1688, varunder han högtidstalade vid invigningen av Kungshuset som universitetsbyggnad. 1689 utnämndes han till professor i teologi, vilket även innebar att han blev kyrkoherde i Stångby och Vallkärra.
Han var gift med Catharina Hanneman, som efter Dahlhems död gifte om sig med dennes professorskollega Olof Cavallius.